# قرخبلاغ
قرخبلاغ یکی از روستاهای استان آذربایجان شرقی است که در دهستان گویجه‌بل بخش مرکزی شهرستان اهر واقع شده‌است.این روستا ۶۶ نفر جمعیت دارد.